# 信田ノ丸城
信田ノ丸城（しだのまるじょう）は、山口県宇部市奥万倉（おくまぐら）城南にあった戦国時代の日本の城（山城）。宇部市指定史跡。

## 概要
標高341メートルの山上に位置する。山頂には1908年（明治41年）に建てられた城跡碑がある。大内氏に仕えた武将で豊前松山城主となった杉重良が、1570年（元亀元年）ごろ居城としていたとされ、曲輪や堀切などの遺構が残る。
1994年（平成6年）4月1日に宇部市指定史跡に指定された。